# Topoc-Suchn
Topoc-Suchn är en klan i Liberia.   Den ligger i regionen Grand Kru County, i den sydöstra delen av landet, 300 km sydost om huvudstaden Monrovia.